# Thunbergia eberhardtii
Thunbergia eberhardtii är en akantusväxtart som beskrevs av R. Ben.. Thunbergia eberhardtii ingår i släktet thunbergior, och familjen akantusväxter. Inga underarter finns listade i Catalogue of Life.